# 중문고등학교
중문고등학교(中文高等學校)는 대한민국 제주특별자치도 서귀포시 대포동에 있는 공립 고등학교이다.

## 학교 연혁
- 1965년 12월 28일 : 중문원예고등학교(원예과 6학급) 설립인가
- 1966년 4월 10일 : 개교
- 1972년 9월 4일 : 학칙변경 중문종합고등학교로 교명변경 보통과 3학급, 원예과 3학급
- 1984년 2월 4일 : 현교사로 이전
- 1990년 3월 1일 : 중문상업고등학교로 교명 변경 정보처리과 9학급, 상업과 9학급
- 1997년 10월 27일 : 급식소 동백관 개소
- 1999년 1월 15일 : 청송체육관 준공
- 2005년 5월 11일 : 사회복지사 활용 연구학교(교육인적자원부 지정) 운영
- 2010년 3월 1일 : 특색있는 학교만들기 선도학교(교육과학기술부 요청 도지정 연구학교) 운영
- 2010년 6월 30일 : 학칙변경 경영정보과, 정보처리과 폐과 보건간호과, 의료관광과, 의료정보과 각 2학급 신설
- 2011년 3월 1일 : 중문고등학교로 교명 변경
- 2017년 6월 27일 : 학칙변경 의료정보과 폐과, 보건간호과 1학급 증설, 보건간호과 3학급, 의료관광과 2학급
- 2022년 4월 9일 : 급식실 및 다목적학습관 증축
- 2024년 9월 1일 : 제24대 교장 백운주 선생 취임
- 2025년 1월 9일 : 제57회 졸업식(104명 졸업, 총 졸업생 수 9,223명)
- 2025년 3월 4일 : 제60회 입학식(신입생 127명)

## 설치 학과
- 보건간호과
- 의료관광과

## 참고 자료
- 중문고등학교 - 한국교육학술정보원 학교알리미